# 中國21世紀教育
中國21世紀教育集團有限公司，簡稱中國21世紀教育集團和中國21世紀教育（英語：China 21st Century Education Group Limited，港交所：1598），在2003年，由主席李雨濃及其岳母羅心蘭，於總部河北石家莊成立「石家莊理工職業學院」（前身為「石家莊聯合技術職業學院」）。其業務中國內地經營幼兒教育、中小學教育和專業教育等行業。
股份在2018年5月29日於港交所主板上市。全球發售為3.6億股，股份發售定價為1.13港元，集資額為4.07億港元，基石投資者為民生加銀資產管理公司、廈門誠灃世紀股權投資合夥企業及Green Asia Equity SP，認購金額分別為5000萬港元、
5000萬港元及4000萬港元，其用作收購及重塑第三方幼兒園品牌等。

## 連結
- 21centuryedu.com（页面存档备份，存于）